# 부산광역시도 제51호선
부산광역시도 제51호선은 부산광역시 중구 남포동6가 자갈치 교차로에서 사상구 감전동을 잇는 광역시도이다. 도로는 자갈치 교차로에서 감전역까지만 개설되어 있으며, 감전역에서 종점인 백양대로와 교차 지점까지는 개설되지 않았다.

## 경유하는 도로
- 보수대로 - 학감대로

## 경유지
부산광역시
- 중구 - 서구 - 사상구

## 노선
| 구간     | 이름                    | 접속 노선                                                                | 소재지     | 소재지          | 비고        |
| -------- | ----------------------- | ------------------------------------------------------------------------ | ---------- | --------------- | ----------- |
| 보수대로 | 자갈치 교차로           | 국도 제2호선 국도 제77호선 부산광역시도 제61호선 (구덕로) 자갈치로15번길 | 부산광역시 | 서:서구 동:중구 | 시점        |
| 보수대로 | 부평 교차로             | 부산광역시도 제5103호선 (흑교로) 광복로 까치고개로                       | 부산광역시 | 서:서구 동:중구 |             |
| 보수대로 | 부민 교차로             | 부산광역시도 제6301호선 (대청로)                                         | 부산광역시 | 서:서구 동:중구 |             |
| 보수대로 | 흑교사거리              | 부산광역시도 제5103호선 (흑교로)                                         | 부산광역시 | 서:서구 동:중구 |             |
| 보수대로 | 동대사거리 (대영고가교) | 부산광역시도 제10호선 (대영로)                                           | 부산광역시 | 서구            |             |
| 보수대로 | 구덕사거리              | 부산광역시도 제1004호선 (망양로)                                         | 부산광역시 | 서구            |             |
| 보수대로 | 구덕터널                |                                                                          | 부산광역시 | 서구            | 연장 1,870m |
| 보수대로 | 구덕터널                | 사상구                                                                   | 부산광역시 |                 | 연장 1,870m |
| 학감대로 | 학장 교차로             | 부산광역시도 제4101호선 (학장로)                                         | 부산광역시 |                 |             |
| 학감대로 | 사상구청 교차로         | 부산광역시도 제30호선 (가야대로)                                         | 부산광역시 |                 |             |
| 학감대로 | 사상구청                |                                                                          | 부산광역시 |                 |             |
| 학감대로 | 감전역                  | 부산광역시도 제3001호선 (사상로)                                         | 부산광역시 |                 |             |
| 학감대로 | 미개통 구간             |                                                                          | 부산광역시 | 미개통          |             |
| 학감대로 | (명칭 미상)             | 부산광역시도 제35호선 (백양대로)                                         | 부산광역시 | 미개통 종점     |             |